# تاج ذهبي (صراع العروش)
تاج ذهبي (بالإنجليزية: A Golden Crown)‏ هي الحلقة السادسة من الموسم الأول من المسلسل الفانتازي صراع العروش، والمُقتبس من سلسلة روايات أغنية الجليد والنار للمؤلف جورج ر. ر. مارتن، وهي الحلقة رقم 6 من المسلسل ككل. عُرضت الحلقة لأول مرة في 22 مايو 2011، على شبكة إتش بي أو المُنتجة للمسلسل، وكانت من كتابة جين إسبينسون، وديفيد بينيوف، ودي. بي. وايس، ومن إخراج دانيال ميناهان.

## ملخص الحلقة
أثناء ركوب (بران) حصانه ذو السرج المصمم خصيصاً له، يُختطف من قبل مجموعة من الهمج القادمين من وراء الجدار، إلا أن (روب) و (ثيون) ينقذونه. يجلس (نيد) على العرش الحديدي أثناء غياب الملك في رحلة صيد ويقوم بمهمته على أكمل وجه، ويدرك أنه من الخطر إبقاء بناته في هذه المدينة، فيأمرهن بتجهيز أنفسهنّ للعودة للوطن، تحلم (سانسا) بالعيش كالملكة مما يغضبها كثيراً فكرة العودة لـ«وينترفيل» بينما (آريا) أدركت أن لديها مستقبلاً مختلفاً بعد أن أخذت بضع دروسٍ في القتال بالسيف وسألت عما إذا كان بإمكانها تعلم المبارزة هناك؛ على كل حال، تحوم الشكوك في عقل (نيد) أن (جوفري) ليس ابناً لـ (روبرت) إذ أن جميع أجداد (روبرت) سود شعورهم إلا (جوفري) فهو ذو شعر أصفر. في قلعة «إيري» يحين موعد محاكمة (تيريون) فيطلب من (ليزا) أن يُحاكم بطريقة مبارزة، فإن انتصر هو يُحرر، وإن لم ينتصر يموت، فيقوم رجل يُدعى (برون) بالقتال نيابة عنه وتنتهي المعركة بانتصار (تيريون) وتحريره. وفي الجهة الأخرى من العالم، تصل غيرة (فايسرس) من أخته حداً كبيراً، فيذهب ويسرق بيوض التنانين ليهرب من القبيلة الهمجية، ولكنه لا يفلح؛ ولاحقاً يقوم بافتعال المشاكل، ورداً على ذلك يقوم (دروغو) بقتله وذلك بإذابة الحديد وسكبه فوق رأسه.

## الإنتاج
سيناريو الحلقة كان من كتابة جين إسبينسون، وديفيد بينيوف، ودي. بي. وايس، وأُختير دانيال ميناهان لإخراجها. كان ماثيو جينسن ‏ مديرًا لتصوير الحلقة، ومارتن نيكولسون محررًا لها، أما موسيقى الحلقة التصويرية فكانت من تلحين رامين جوادي.

## نسب المشاهدة
| الموسم | الموسم | رقم الحلقة | رقم الحلقة | رقم الحلقة | رقم الحلقة | رقم الحلقة | رقم الحلقة | رقم الحلقة | رقم الحلقة | رقم الحلقة | رقم الحلقة | المتوسط |
| الموسم | الموسم | 1          | 2          | 3          | 4          | 5          | 6          | 7          | 8          | 9          | 10         | المتوسط |
| ------ | ------ | ---------- | ---------- | ---------- | ---------- | ---------- | ---------- | ---------- | ---------- | ---------- | ---------- | ------- |
|        | 1      | 2.22       | 2.20       | 2.44       | 2.45       | 2.58       | 2.44       | 2.40       | 2.72       | 2.66       | 3.04       | 2.52    |
|        | 2      | 3.86       | 3.76       | 3.77       | 3.65       | 3.90       | 3.88       | 3.69       | 3.86       | 3.38       | 4.20       | 3.80    |
|        | 3      | 4.37       | 4.27       | 4.72       | 4.87       | 5.35       | 5.50       | 4.84       | 5.13       | 5.22       | 5.39       | 4.97    |
|        | 4      | 6.64       | 6.31       | 6.59       | 6.95       | 7.16       | 6.40       | 7.20       | 7.17       | 6.95       | 7.09       | 6.84    |
|        | 5      | 8.00       | 6.81       | 6.71       | 6.82       | 6.56       | 6.24       | 5.40       | 7.01       | 7.14       | 8.11       | 6.88    |
|        | 6      | 7.94       | 7.29       | 7.28       | 7.82       | 7.89       | 6.71       | 7.80       | 7.60       | 7.66       | 8.89       | 7.69    |
|        | 7      | 10.11      | 9.27       | 9.25       | 10.17      | 10.72      | 10.24      | 12.07      | غ/م        | غ/م        | غ/م        | 10.26   |
|        | 8      | 11.76      | 10.29      | 12.02      | 11.80      | 12.48      | 13.61      | غ/م        | غ/م        | غ/م        | غ/م        | 11.99   |

## وصلات خارجية
- تاج ذهبي على موقع IMDb (الإنجليزية)
- تاج ذهبي على موقع ميتاكريتيك (الإنجليزية)
- تاج ذهبي على موقع روتن توميتوز (الإنجليزية)
- تاج ذهبي على موقع أول موفي (الإنجليزية)